# Makoto Takimoto
Makoto Takimoto (n. 8 decembrie 1974, Iwai⁠(d), Prefectura Ibaraki, Japonia) este un judocan ce a reprezentat Japonia, medaliat olimpic. A participat la o ediție a Jocurilor Olimpice (2000) în care a câștigat o medalie de aur.

## Participări
Lista de mai jos prezintă principalele competiții la care a participat Makoto Takimoto de-a lungul carierei.
- judo at the 2000 Summer Olympics – men's 81 kg[*]